# Mary Poppins (film)
A Mary Poppins 1964-ben bemutatott amerikai filmmusical, amelyben valós és rajzolt díszletek, élő és rajzolt szereplők közösen szerepelnek. A film Pamela Lyndon Travers A csudálatos Mary című regénye alapján készült. Az élőszereplős játékfilm rendezője Robert Stevenson, producerei Walt Disney és Bill Walsh. A forgatókönyvet Don DaGradi és Bill Walsh írta, a zenéjét Richard M. Sherman és Robert B. Sherman szerezte. A mozifilm a Walt Disney Productions gyártásában készült, a Buena Vista Distribution forgalmazásában készült. Műfaja zenés fantasy filmvígjáték.
Amerikában 1964. augusztus 27-én, Magyarországon 1986. december 4-én mutatták be a mozikban.

## Forgatás
A történet vászonra vitele nem volt egyszerű, mivel az ausztrál írónő hallani sem akart a filmváltozatról. Walt Disney hosszú évek során tudta csak meggyőzni őt arról, hogy a könyv minden lényeges momentuma, minden fontos mondanivalója megmarad, és a film ugyanolyan erővel fog hatni a nézőkre, mint a könyv az olvasókra. Travers nagy nehezen áldását adta a forgatókönyvre, de felügyelte az egész filmezést, állandó kritikákkal ostorozta a stábot, míg végül meglágyulva néhány jelenettől, alább hagyott szigorával.
Disney a legkiválóbb színészekkel, zeneszerzőkkel és díszlettervezőkkel dolgozott együtt, a siker garantált volt. Néhány érdekesség: Julie Andrews, az angol származású, csodálatos hangú énekes-színésznő épp babát várt, mikor Walt Disney szerződtetni akarta. Andrews emiatt nem akarta elfogadni Mary Poppins szerepét, ám Disney ragaszkodott hozzá, azt mondta, ezt a karaktert kizárólag ő formálhatja meg. Inkább megvárta, míg a baba megszületett, és csak utána kezdték el a forgatást. Remek döntés volt, Julie Andrews ezzel a szereppel nyerte meg élete első Oscar-díját.
A kosztümöket Tony Walton tervezte, aki Julie Andrews akkori férje volt.
A Bertet alakító kiváló színész, Dyck Van Dyke volt az örök mókamester a forgatáson, így történhetett, hogy egyszer a szünetben egy öreg embert utánozva, reszketeg lábakkal próbált lelépni a „járdáról”, és ez a jelenet annyira megtetszett Disney-nek, hogy Bert szerepe mellett rögtön Van Dyke-ra osztotta az idős és megkeseredett bankár megformálását is.
A történet maga örök érvényű: felnyitja szemünket az életben igazán fontos dolgok iránt, melyek a hétköznapok forgatagában elsikkadnak.

## Cselekmény
Az 1900-as évek elején, Londonban játszódó kedves film egy olyan családról szól, ahol az apa banktisztviselő, az anya pedig lelkes szüfrazsett, így komoly elfoglaltságaik miatt két gyerekükre sosincs idejük. A szülői szeretetet és kellő figyelmet pótlandó, az édesanya nevelőnők egész sorát alkalmazza, ám egyikük sem marad a háznál túl sokáig, mert a kis „bestiák” megkeserítik az életüket. Ekkor érkezik papagájfejes ernyőjével, a keleti szél hátán a csodálatos Mary Poppins, aki szőnyegtáskájából képes egy egész szobányi berendezést elővarázsolni, aki a lépcsőkorláton felfelé is tud csúszni, aki ért az állatok nyelvén, és aki egész lényével elvarázsolja mindkét gyermeket, valamint Bertet, majd szép sorra az egész ház minden lakóját.
Az édesapa kezdeti ellenállása a szigorú nevelési elveket sutba vető Mary Poppinsszal szemben szép lassan csendes felismeréssé szelídül, és a történet végére a merev angol polgári famíliából igazi, egymásra figyelő, egymás társaságát kereső és kedvelő család lesz.

## Szereplők
| Szereplők           | Színész           | Magyar hang            | Leírás |
| ------------------- | ----------------- | ---------------------- | --- |
| Mary Poppins        | Julie Andrews     | Kútvölgyi Erzsébet     | A Banks család varázslatos nevelőnője, a bűvös táskájában megannyi varázslatos holmija van, és a beszélő esernyőjével lebeg a szél szárnyán. |
| Bert                | Dick Van Dyke     | Sinkovits-Vitay András | utcazenész, Mary Poppins és a Banks testvérek barátja.                                                                                       |
| Idősebb Mr. Dawes   | Dick Van Dyke     | Rátonyi Róbert         | bankigazgató, George főnöke. |
| Mr. Dawes           | Arthur Malet      | Rátonyi Róbert         | idősebb Mr. Dawes fia. |
| Mr. George W. Banks | David Tomlinson   | Balázs Péter           | A szigorú családfő, Winifred férje és a Banks testvérek apja.                                                                                |
| Mrs. Winifred Banks | Glynis Johns      | Csűrös Karola          | George felesége és a Banks testvérek anyja.                                                                                                  |
| Jane Banks          | Karen Dotrice     | Somlai Edina           | A vörös hajú lány, Michael nővére, a Banks házaspár lánya.                                                                                   |
| Michael Banks       | Matthew Garber    | Petrik Péter           | A barna-szőke fiú, Jane öccse, a Banks házaspár fia.                                                                                         |
| Ellen               | Hermione Baddeley | Tábori Nóra            | A Banks család házvezetőnője. |
| Mrs. Bril           | Reta Shaw         | Fónay Márta            | A Banks család fő házvezetőnője. |
| Katie dada          | Elsa Lanchester   | Margitai Ági           | A Banks testvérek dajkája. |
| Jones konstábler    | Arthur Treacher   | Kun Vilmos             | A Scotland Yard rendőrségnek a kapitánya. |
| Bumm admirális      | Reginald Owen     | Képessy József         | A Banks család szomszédja. |
| Albert bácsi        | Ed Wynn           | Kaló Flórián           | Bert nagybátyja. |
| Mr. Binnacle        | Don Barclay       | Szombathy Gyula        | Bumm admirális beosztottja, a Banks család szomszédja.                                                                                       |
| Madaras néni        | Jane Darwell      | Gyimesi Pálma          | Az idős hölgy, aki eteti a galambokat. |
| Esernyő             | David Tomlinson   | Szerednyey Béla        | Az esernyő fogóján látható beszélő papagáj.                                                                                                  |
| Körhintás           | Dallas McKennon   | Balázsi Gyula          | A körhinta tulajdonosa a rajzfilmvilágból.                                                                                                   |
| Riporter #1         | Dallas McKennon   | Balázsi Gyula          | – |
| Vadász ló           | Dallas McKennon   | Peczkay Endre          | A kürtös vadász lova a rajzfilmvilágból. |
| Barna ló            | Dallas McKennon   | saját hangján          | A monoklis szemüveges vadász lova a rajzfilmvilágból.                                                                                        |
| Rókakoma            | Dallas McKennon   | Tarján Péter           | Egy róka a rajzfilmvilágból. |
| Riporter #2         | J. Pat O’Malley   | Tarján Péter           | – |
| Fővadász            | J. Pat O’Malley   | Bálint György          | A vadászok vezetője a rajzfilmvilágból. |
| Áporodott vadász    | J. Pat O’Malley   | Cs. Németh Lajos       | A pszichedelikus monokli szemüveges vadász a rajzfilmvilágból.                                                                               |
| Riporter #3         | Alan Napier       | Rácz Géza              | – |
| Riporter #4         | George Pelling    | Bognár Zsolt           | – |

## Betétdalok
1. Overture (Instrumental)
2. Sister Suffragette – Glynis Johns
3. The Life I Lead – David Tomlinson
4. The Perfect Nanny – Karen Dotrice, Matthew Garber
5. A Spoonful of Sugar – Julie Andrews
6. Pavement Artist – Dick van Dyke
7. Jolly Holiday – Julie Andrews, Dick van Dyke
8. Supercalifragilisticexpialidocious – Julie Andrews, Dick van Dyke
9. Stay Awake – Julie Andrews
10. I Love to Laugh – Dick van Dyke, Ed Wynn, Julie Andrews
11. A British Bank (The Life I Lead) – David Tomlinson, Julie Andrews
12. Feed the Birds (Tuppence a Bag) – Julie Andrews
13. Fidelity Fiduciary Bank – "Navckid Keyd", Bankers, David Tomlinson
14. Chim Chim Cher-ee – Dick van Dyke, Julie Andrews, Karen Dotrice, Matthew Garber
15. Step in Time – Dick van Dyke and Cast
16. A Man Has Dreams – David Tomlinson, Dick van Dyke
17. Let's Go Fly a Kite – David Tomlinson, Dick van Dyke, The Londoners

## Televíziós megjelenések
TV-1 / M1, RTL Klub, M2, Digi Film, Duna 